# Кениньш-Кингс, Гундарс
Гундарс Юлианс Кениньш-Кингс (латыш. Gundars Julians Ķeniņš-Kings, урождённый Гундарс Юлианс Кениньш, в США Гундар Джулиан Кинг, англ. Gundar Julian King; 19 апреля 1926, Рига — 16 мая 2015, Такома) — американский экономист латышского происхождения. Сын политика Атиса Кениньша и поэтессы Аустры Дале, единокровный брат Таливалдиса Кениньша.
В 1944 году перед наступлением советских войск бежал из Латвии в Германию, учился во Франкфуртском университете. В 1950 году перебрался в США, участник Корейской войны (в ходе боевых действий в значительной степени потерял слух). В 1954 году получил американское гражданство. В 1956 году окончил Орегонский университет, в 1964 году защитил докторскую диссертацию по экономике в Стэнфордском университете.
С 1960 года преподавал в Тихоокеанском лютеранском университете, в 1966—1990 гг. декан университетской Школы бизнеса. Консультировал по вопросам снабжения крупный бизнес, в том числе компании Boeing и Weyerhaeuser, а также Военно-морскую академию США.
Автор около 100 научных работ, значимая часть которых посвящена экономическому развитию Латвии как в советские, так и в постсоветские времена. Монографии «Экономическая политика в оккупированной Латвии: исследование управления человеческими ресурсами» (англ. Economic policies in occupied Latvia: A manpower management study; 1965), «Государственное строительство в балтийских странах: трансформирование управления, социального обеспечения и безопасности в Северной Европе» (англ. Nation-Building in the Baltic States: Transforming Governance, Social Welfare, and Security in Northern Europe; 2014, совместно с Дэвидом Макнэббом).
Первый президент Ассоциации развития балтийских исследований (1968—1970). Иностранный член Академии наук Латвии (1990). Кавалер Ордена Трёх звёзд IV степени (2006).
Похоронен на рижском Лесном кладбище.